# Acridine
L'acridine est un composé tricyclique et hétérocyclique azoté de formule chimique C13H9N. Il est constitué d'un cycle de pyridine fusionné avec deux cycles de benzène. Le terme « acridine » désigne également la famille des dérivés comportant ce triple cycle. 
L'acridine est une molécule plane, structurellement apparentée à l'anthracène, dont on aurait remplacé un des groupes CH centraux par un atome d'azote. Elle a été originellement isolée de la houille. 
C'est une matière première utilisée pour la production de pigments et de quelques médicaments. De nombreuses acridines, comme la proflavine, ont aussi une activité antiseptique. L'acridine et ses dérivés se lient à l'ADN et à l'ARN, grâce à leurs propriétés d'intercalation. L'acridarsine est formellement dérivée de l'acridine par le remplacement de l'atome d'azote par un atome d'arsenic, et l'acridophosphine par un atome de phosphore.

## Propriétés
L'acridine se présente sous la forme d'aiguilles incolores à blanches voire jaune très pâle qui fondent vers 106 à 109 °C. Elle est très peu soluble dans l'eau, mais très soluble dans l'éthanol, l'éther, le benzène et le disulfure de carbone.
L'acridine et ses homologues sont des composés stables, faiblement basiques. L'acridine est une photobase, avec un pKA de 5,1 dans son état normal, similaire à celui de la pyridine (5,229), et de 10,6 dans son état excité. Elle partage ces propriétés avec la quinoléine. 
L'acridine est un irritant de la peau. Ses sels donnent une fluorescence bleue en solution.

## Isolation et synthèse
L'acridine a été isolée  du goudron de houille pour la première fois en 1870 par Carl Graebe et Heinrich Caro. Elle en est extraite en utilisant de l'acide sulfurique. L'addition de dichromate de potassium précipite le bichromate d'acridinium, et celui-ci libère l'acridine par réaction avec l'ammoniaque.
L'acridine est ses dérivés peuvent également être synthétisés par de nombreux procédés. Dans la synthèse de Bernthsen de l'acridine (en), on condense la diphénylamine avec des acides carboxyliques en présence de chlorure de zinc. Avec l'acide formique, on obtient l'acridine. Avec des acides à chaîne plus longue, on obtient des dérivés substitués en position méso
D'autres méthodes plus anciennes incluent la condensation de la diphénylamine avec le chloroforme en présence de chlorure d'aluminium, le passage de vapeurs de 2-benzylaniline sur du litharge chauffé, le chauffage d'acide salicylique avec l'aniline et le chlorure de zinc à 260 °C, ou la distillation de l'acridone en présence de zinc en poudre.
Une autre méthode classique de synthèse des acridines est la réaction de Lehmstedt-Tănăsescu.
Une méthode générale est la cyclisation d'acide N-phénylanthranilique (acide fénamique) ou d'acide 2-(phénylamino)benzoïque avec l'acide phosphorique.

## Réactions
L'acridine possède une réactivité attendue de la part de composé hétérocycliques azotés insaturés. Elle peut subir des N-alkylation avec les  iodures d'alkyle pour former des iodures d'alkylacridinium qui se transforment facilement en  N-alkylacridones par l'action du ferrocyanure de potassium
L'oxydation par le permanganate de potassium donne l'acide acridinique (C9H5N(COOH)2). 
Des réactions d'addition peuvent aussi avoir lieu assez facilement en position 9. Le composé est réduit en 9,10-dihydroacridine et la réaction avec le cyanure de potassium donne le dérivé 9-cyano-9,10-dihydro.

## Applications
De nombreux colorants et composés pharmaceutiques possèdent un squelette d'acridine. De nombreuses acridines, telle que la proflavine, ont également des propriétés antiseptiques. L'acridine et se dérivés (comme l'amsacrine) se lient à l'ADN et à l'ARN du fait de leur capacité d'Intercalation. L'orange d'acridine  (3,6-diméthylaminoacridine) est une colorant métachromatique sélectif des acides nucléiques, utile pour la détermination du cycle cellulaire. 

### Colorants
Il fut un temps où les colorants d'acridine avaient une certaine importance commerciale, mais ils sont aujourd'hui rares du fait de leur faible solidité lumière (en). Les colorants d'acridine sont préparés par condensation de dérivés du 1,3-diaminobenzène ; par exemple, le Basic Yellow 9 est synthétisé par réaction entre le 2,4-diaminotoluène et l'acétaldéhyde:
Parmi les colorants d'acridine, on trouve la chrysaniline (3,6-diamino-9-phénylacridine), le principal constituant des colorants phosphine (qui ne doivent pas être confondus avec le gaz phosphine), un produit secondaire dans la production de la rosaniline. La chrysaniline forme des sels rouges, qui peuvent teindre la soie et la laine en jaune. Les solutions de ces sels sont caractérisés par une fluorescence jaune-vert. La chrisaniline a été synthétisée par O. Fisher et G. Koerner par la condensation de l'orthonitrobenzaldéhyde avec l'aniline, l'nitrotriphénylméthane résultant étant par la suite réduit équivalent amino, lui-même oxydé en chrysaniline.
La benzoflavine est un isomère de la chrysaniline, et est aussi un colorant. Elle a été préparée par K. Oehler à partir du métaphénylènediamine (1,3-diaminobenzène) et du benzaldéhyde. Le produit de condensation de ces composés, un tétra-aminotriphénylméthane, est ensuite chauffé en milieu acide, perd une molécule d'ammoniac pour former la 3,6-diamino-9,10-dihydrophénylacridine qui est finalement oxydée en benzoflavine. C'est une poudre jaune, soluble dans l'eau chaude.

Orange d'acridine
Chrysaniline
Benzoflavine

## Sécurité
L'acridine est un cancérigène connu chez l'homme. Il cause des mutations en s'incorporant dans l'ADN, en créant de ce fait une nouvelle base sur le brin opposé. Si cette mutation apparaît dans un gène codant, cela inactive quasiment toujours la protéine.